# Рустем Ваітов
Рустем Мамутович Ваітов (нар. 27 липня 1986, с. Крестянівка, Первомайський район, Крим) — кримський татарин, інженер-будівельник, колишній політв'язень Російської Федерації.

## Життєпис
Ваітов Рустем Мамутович народився 27 липня 1986 року в селі Крестянівка Первомайського району Кримської області.
У 2003 році закінчив Крестянівську середню школу. У тому ж 2003 році сім'я Ваітових переїхала в м. Сімферополь. Рустем почав роботу на фірмі «Термодім» за спеціальністю монтажник металопластикових вікон. Пізніше вступив до Національної академії природоохоронного і курортного будівництва на спеціальність інженера-будівельника. В період навчання паралельно працював на підприємстві «Вінта» на посаді начальника виробничо-технічного відділу, а потім на посаді директора Євпаторійського філіалу підприємства «Вінта».
У 2008 році Рустем переїхав у м. Севастополь і почав працювати менеджером з продажу в магазині «Галерея дверей». У 2010 році закінчив навчання в академії і почав працювати за фахом. Рустем виконував обов'язки помічника імама у місцевій мечеті — контролював успішність і дисципліну дітей, які проживають і навчаються в мечеті. У грудні 2014 року Рустем уклав шлюб.

## Кримінальне переслідування
23 січня 2015 року співробітники російських силових структур провели обшук в будинку Рустема Ваітова. Він був затриманий у зв'язку з підозрою в участі в забороненій в Російській Федерації політичній організації Хізб ут-Тахрір (ч. 2 ст. 205.5 КК РФ «Участь в діяльності терористичної організації»). Крім нього, в участі у тому ж осередку Хізб ут-Тахрір були обвинувачені Руслан Зейтуллаєв, Юрій (Нурі) Примов та Ферат Сайфуллаєв.
Окупаційна влада не допускала представників Генерального консульства України до затриманих.
Справа розглядалася Північно-Кавказьким окружним військовим судом, який 7 вересня 2016 року засудив Рустема Ваітова до 5 років позбавлення волі в колонії загального режиму.
Правозахисний центр «Меморіал» стверджує, що доказова база у справі проти Рустема Ваітова була недостатньою:
|  | …слідство навіть не спробувало створити видимість планів насильницької діяльності з боку фігурантів, як це було в ряді випадків переслідування Хізб ут-Тахрір в Росії (підкинули зброю, свідоцтва про плани військового перевороту тощо). Фактично їм інкримінувалися тільки теоретичні розмірковування про політику і релігію і зберігання літератури Хізб ут-Тахрір. |

Під час відбування покарання адміністрація колонії тричі поміщала Рустем Ваітова в ШІЗО. Члени суспільно-спостережної комісії, які приходили до Ваітова в ШІЗО стверджували, що там «тортурні умови — сиро, темно, немає вентиляції» і що Ваітов не отримує медобслуговування, «незважаючи на неодноразові прохання».
22 січня 2020 року Рустем Ваітов відбув строк покарання в російській колонії і повернувся в Крим. Після звільнення він залишатиметься під адміністративним наглядом впродовж 8 років.
Правозахисний центр «Меморіал» визнав Рустема Ваітова політичним в'язням.

## Міжнародна реакція
5 жовтня 2017 року Європейський парламент прийняв резолюцію, в якій засудив призначення суворих строків покарання Рустему Ваітову, Руслану Зейтуллаєву, Юрію (Нурі) Примову та Ферату Сейфуллаєву, а також нагадав, що репресії і застосування законодавства про екстремізм, тероризм і сепаратизм привели до серйозного погіршення ситуації в області прав людини на Кримському півострові.

## Сім'я
Дружина, донька Сафія (2015 року народження).